# Le Lassois

Les pagi bourguignons au IXe siècle

Le Lassois est un ancien pagus bourguignon qui occupait le nord de la Côte-d'Or et une partie du sud-est de l'Aube. 

## Localisation

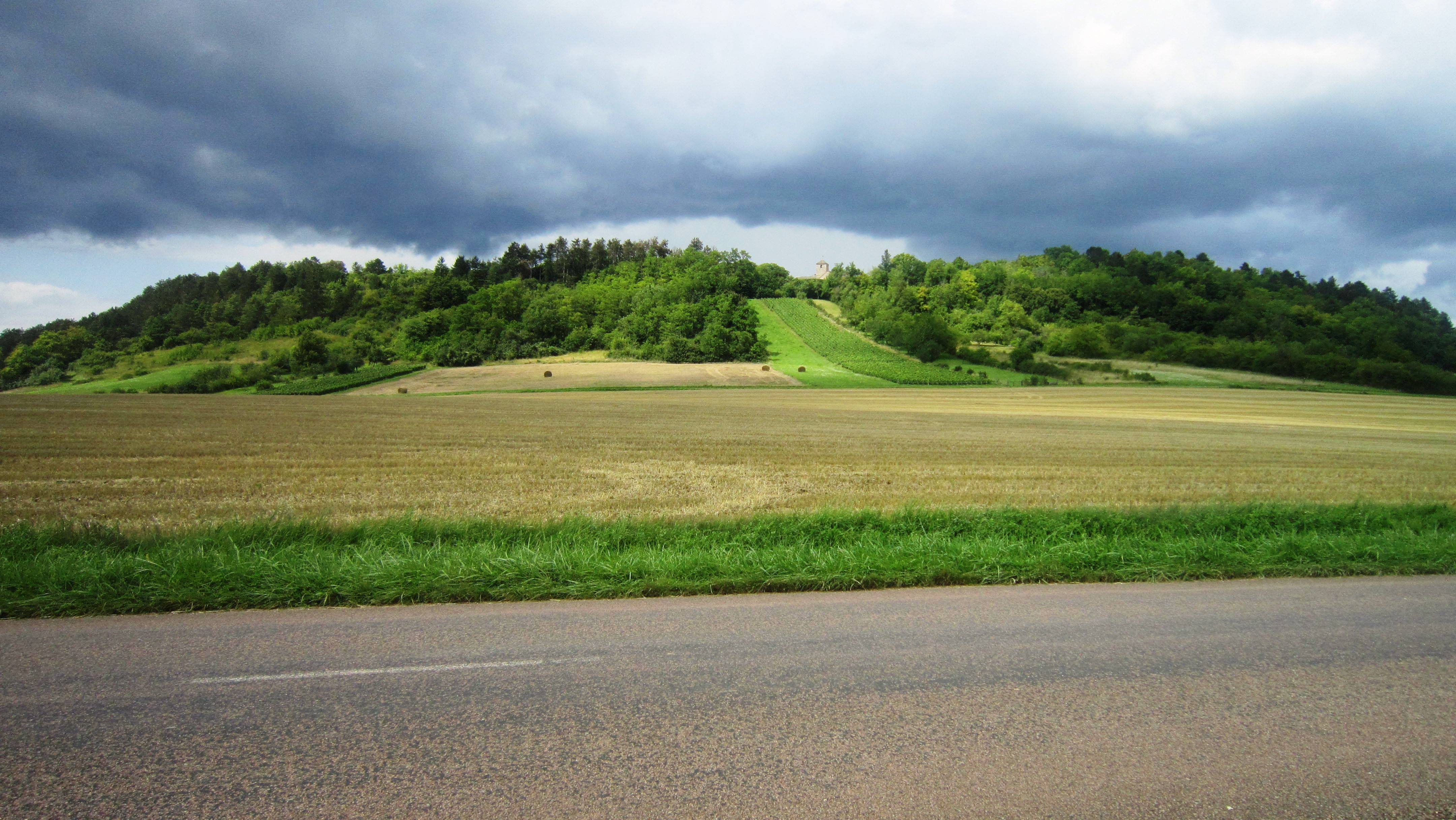
Le mont Lassois.

Situé autour du mont Lassois sur le haut cours de la Seine aux confins de la Bourgogne et de la Champagne le Lassois recouvrait 
- en Côte-d'Or sensiblement l’actuel Pays châtillonnais amputé du Duesmois au sud et

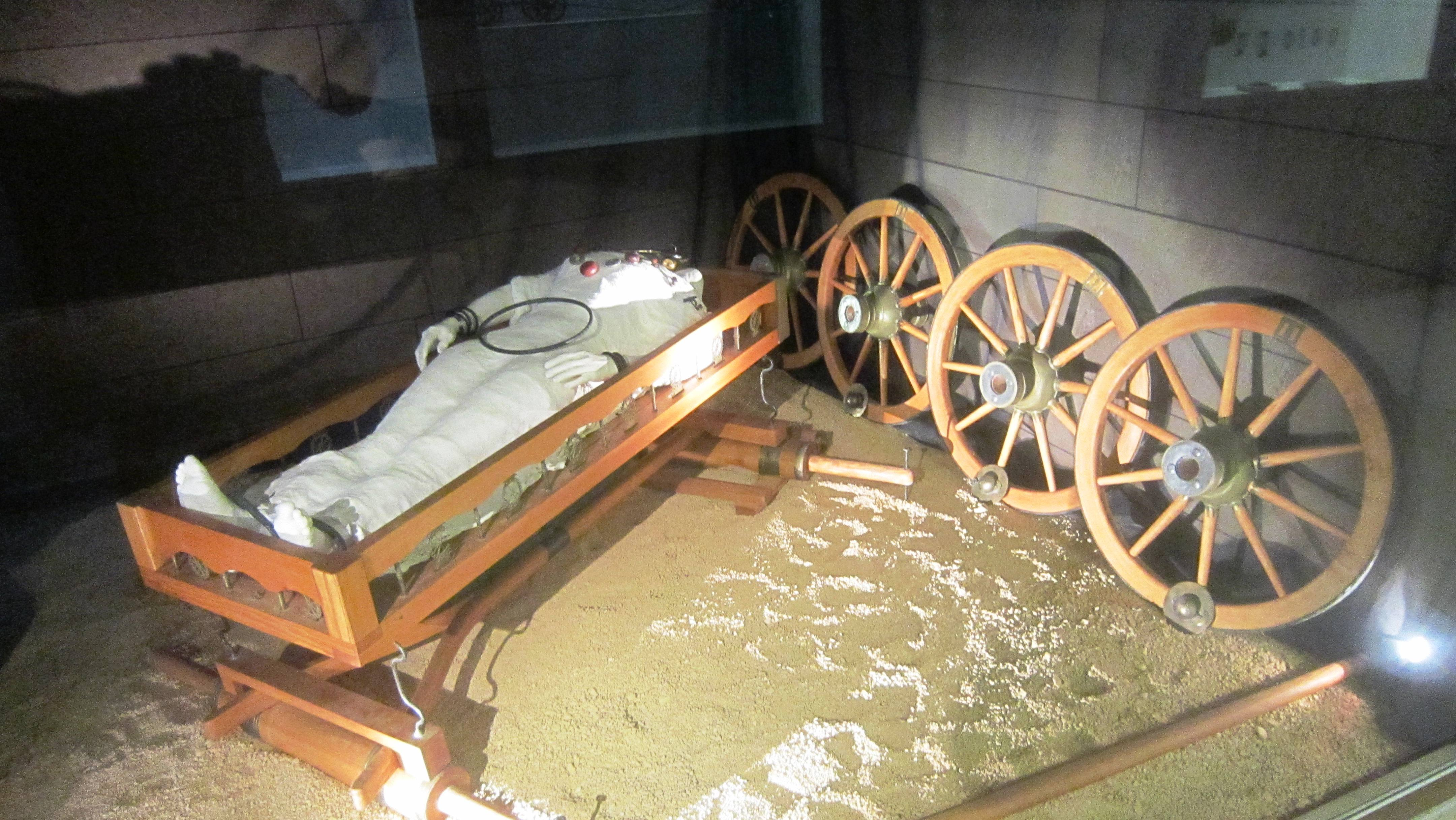
La tombe de Vix.

- une partie de l'Aube jusqu'à Bourguignons au nord.

## Protohistoire et Antiquité
Occupé par les Celtes (au sens archéologique) depuis le Hallstatt, puis relevant plus précisément de la Civitas des Lingons, peuple celte (gaulois), lors de la période gallo-romaine, le territoire du Lassois recèle de grands sites archéologiques tels que Vix et la ville fossile de Latiscum, Essarois, Vertillum, le Tremblois... qui attestent de structures quasi urbaines dans la région dès le VIe siècle av. J.-C. L'urbanisation du mont Lassois proprement-dit décline à la période de la Tène au bénéfice du développement de Vertillum. L'occupation gallo-romaine des parties basses de l'oppidum et de la boucle de la Seine où ont été découverts la tombe de la Dame de Vix et son cratère semble réapparaître au dernier siècle av. J.-C. alors qu'une cité se reconstitue sur le mont. Vers 451 Saint-Loup, évêque de Troyes suspecté par l'autorité romaine de collusion avec Attila qui a préservé la ville lors sa retraite, déplace provisoirement son siège épiscopal à Latiscum sur le mont Lassois.

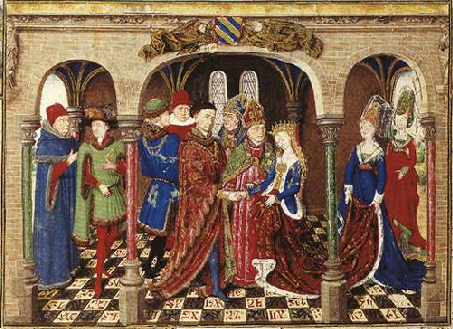
Mariage de Girart.

## Haut-Moyen Âge
Saint Valentin, futur fondateur de l'abbaye de Griselles, y nait vers 519 dans une famille de notables romains avant d'être élevé à la cour de Thibert Ier, petit-fils de Clovis. Au IXe siècle le comte palatin Girart de Roussillon, fondateur de l'abbaye de Vézelay en 858 et celle de Pothières en 863, édifie une motte castrale et une chapelle au sommet du mont Lassois sur sa partie dite Roussillon . La ville perdure et se développe pendant le haut Moyen Âge où le Mont Lassois redevient une cité majeure comme en témoignent la nécropole mérovingienne retrouvée près du sommet et des monnaies  portant la mention de Latiscum. Le Lassois est alors le centre d'un important archidiaconé qui regroupe Châtillon, Bar-sur-Seine et s'étend au nord jusqu'à Bourguignons actuellement dans le département de l'Aube. Latiscum aurait été ensuite victime d'une remontée de la Seine par des Vikings. Totalement détruite elle est abandonnée au IXe ou Xe siècle au bénéfice de Châtillon. 

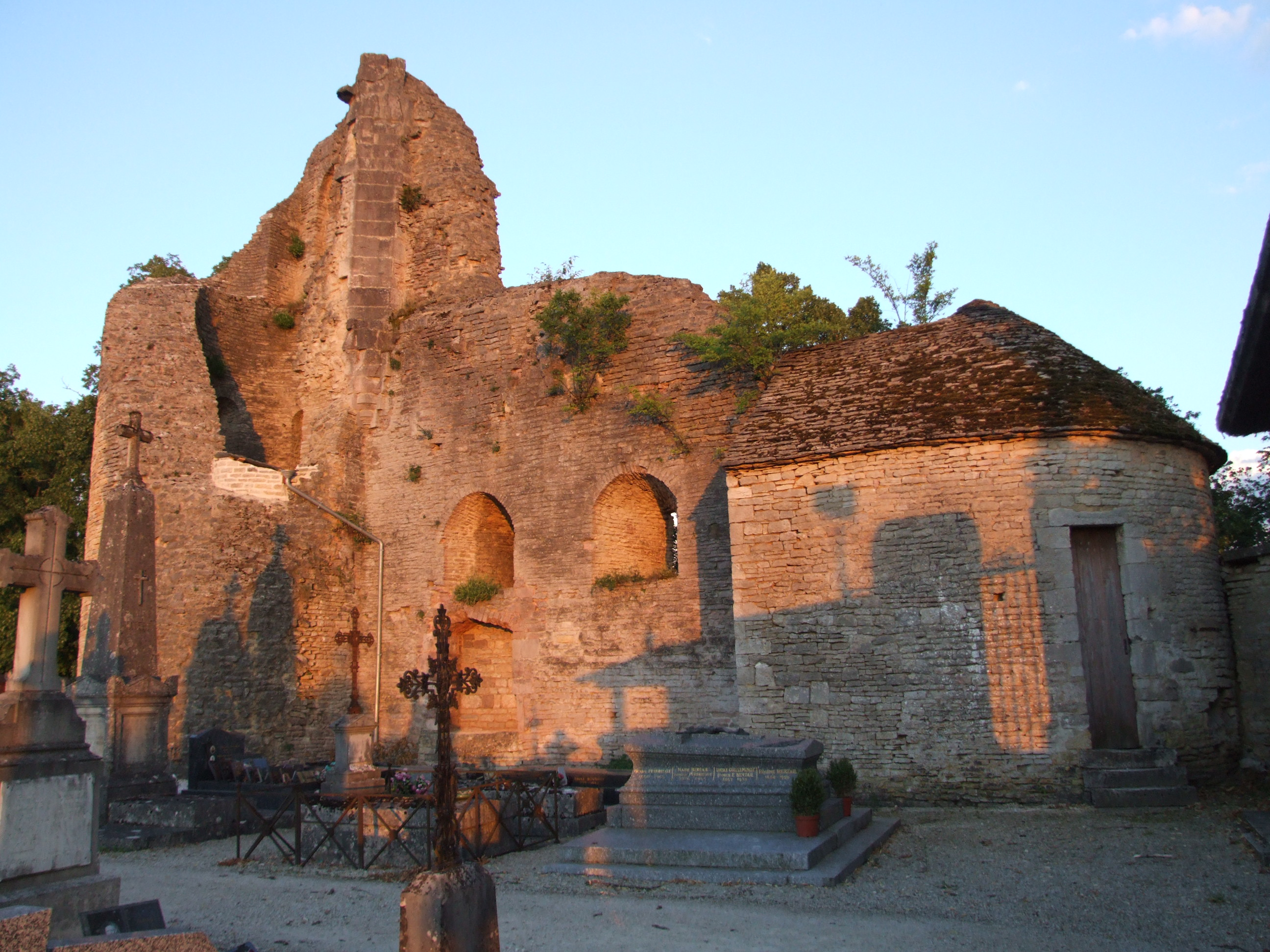
Vestiges du château de Châtillon.

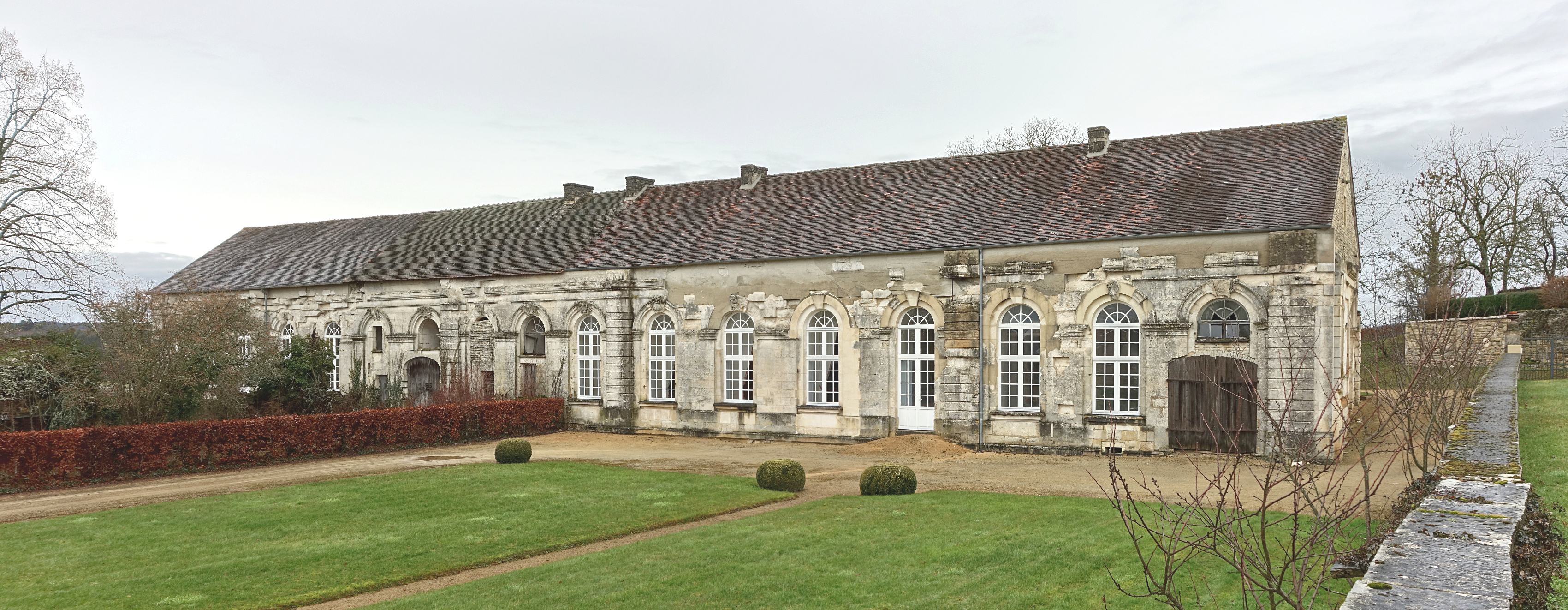
Abbaye de Molesme.

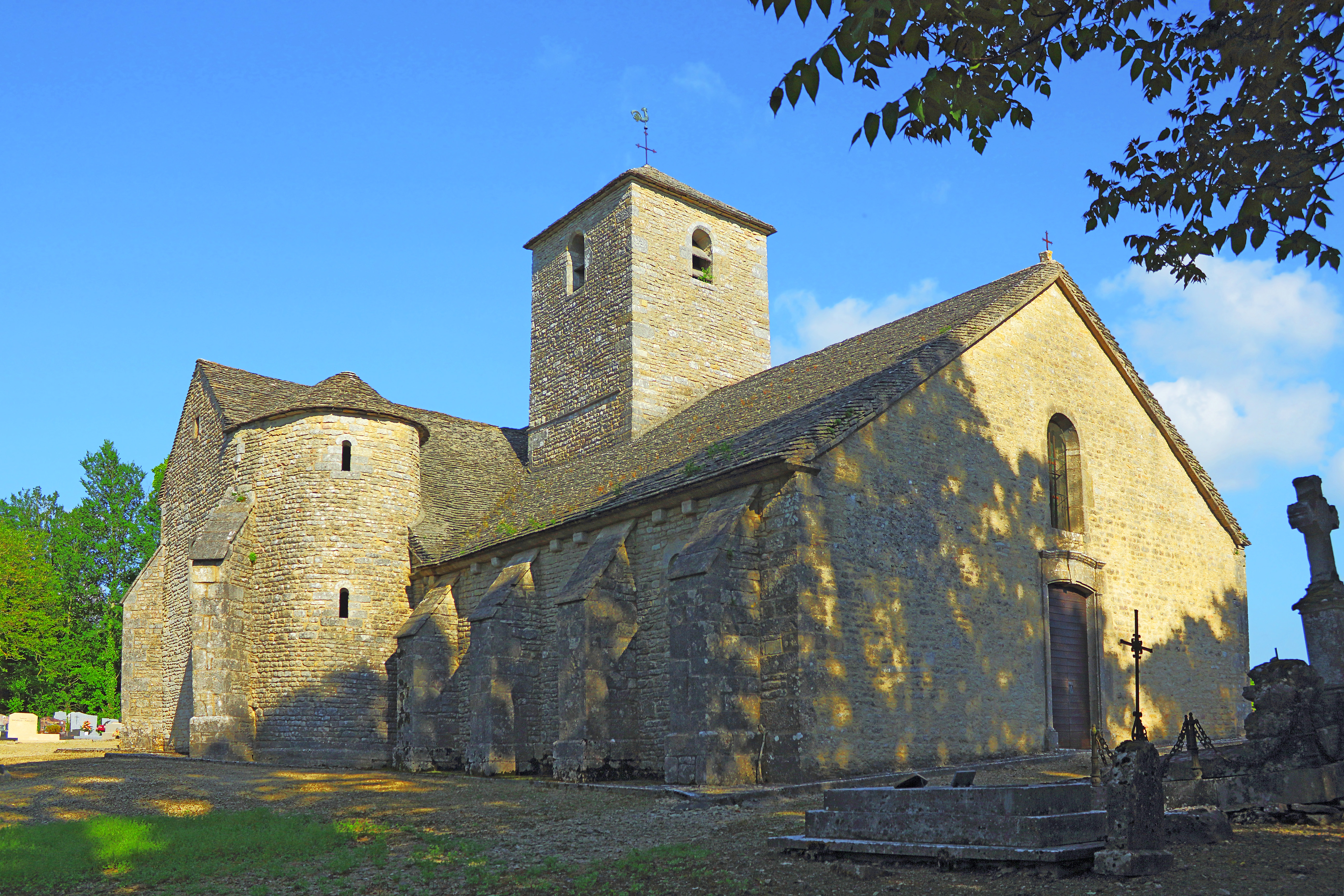
Eglise Saint-Marcel.

## Bas-Moyen Âge
Partagé entre l'évêché de Langres et le duché de Bourgogne le territoire compte alors de nombreuses autres forteresses ou châteaux ducaux sur les cours de la Seine et de l'Ource : Aignay-le-Duc, Aisey-sur-Seine, Duesme, Maisey-le-Duc, Villaines-en-Duesmois, Villiers-le-Duc et Châtillon qui abrite dès le XIIe siècle celui des ducs de Bourgogne. Dans cette agglomération l'industrie métallurgique liée à la fabrication des armes prospère dans la ville haute alors que l'industrie lainière se développe et concurrence Troyes dans la ville basse dont le développement économique se trouve facilité par l'octroi de franchises. 
La période médiévale est également marquée dans tout le territoire par de nombreuses abbayes qui y implantent le vignoble surtout dans la partie nord qui jouxte la Champagne : outre celles de Châtillon-sur-Seine on peut relever Celles-sur-Ource, Pothières, Villiers-le-Duc, Leuglay, Verdonnet. Celle de Molesmes a joué au XIe siècle un rôle comparable à celle de Cluny dans l'évolution du monachisme avec Robert de Molesme, Bruno de Cologne, Aubry de Cîteaux, Étienne Harding, Bernard de Clairvaux. Enfin sa proximité avec la Champagne d'Hugues de Payns en a fait aussi une terre du Temple avec Bar-sur-Seine, Bure, Coulmier-le-Sec, Courban, Châtillon-sur-Seine et Voulaines. Cette dernière cédée en 1163 aux Templiers par l'évêque de Langres devient le siège du grand prieuré de Champagne qui avait autorité sur 26 commanderies.

## Temps modernes
Avec son église Saint-Marcel bâtie sur un lieu de culte mentionné dès 887 le Mont Lassois reste jusqu'au XVIe la capitale symbolique du Châtillonnais et les autorités locales y tiennent longtemps leur banquet annuel lors de la Saint-Marcel. Les sites de Latiscum et de sa plaine de Vix sont toujours l'objet de fouilles internationales importantes coordonnées par l'université de Bourgogne.